# Aktor (postać literacka)
Aktor – jeden z bohaterów powieści Tadeusza Konwickiego Rojsty.
Aktor to doświadczony żołnierz-partyzant. Jest dumny, pewny siebie, chełpi się swoimi osiągnięciami, nie są one jednak w utworze gloryfikowane.
Rywalizuje ze Stanisławem, walczy o względy Ewy Skrzyniewicz. Ostatecznie kobieta wybiera właśnie jego.